# Teorema de Monsky

Un cuadrado se puede dividir en un número par de triángulos de igual área (izquierda), pero en un número impar de triángulos de área solo "aproximadamente" igual (derecha)

En geometría, el teorema de Monsky establece que no es posible diseccionar un cuadrado en un número impar de triángulos de igual área. En otras palabras, un cuadrado no tiene una equidisección impar.
El problema fue planteado por Fred Richman en el American Mathematical Monthly de 1965 y demostrado por Paul Monsky en 1970.

## Demostración
La demostración de Monsky combina las técnicas combinatoria y algebraica y, en resumen, es la siguiente:
1. Considésese el cuadrado como el cuadrado unitario con vértices en (0, 0), (0, 1), (1, 0) y (1, 1). Si existe una disección en n triángulos de igual área, entonces el área de cada triángulo es 1/n.
2. Colorear cada punto del cuadrado con uno de los tres colores, dependiendo del valor 2-ádico de sus coordenadas.
3. Demuestra que una línea recta puede contener puntos de solo dos colores.
4. Usar el lema de Sperner para demostrar que cada triangulación del cuadrado en triángulos que se unen arista con arista debe contener al menos un triángulo cuyos vértices tengan tres colores diferentes.
5. Se concluye de la propiedad de la línea recta que también debe existir un triángulo tricolor en cada disección del cuadrado en triángulos, no necesariamente que se unan arista con arista.
6. Usar la geometría cartesiana para demostrar que el valor 2-ádico del área de un triángulo cuyos vértices tienen tres colores diferentes es mayor que 1. Por lo tanto, cada disección del cuadrado en triángulos debe contener al menos un triángulo cuyo área tenga un valor 2-ádico mayor que 1.
7. Si n es impar, entonces el valor 2-ádico de 1/n es 1, por lo que es imposible diseccionar el cuadrado en triángulos con un área 1/n.[5]

## Disecciones óptimas
Según el teorema de Monsky, es necesario tener triángulos con diferentes áreas para diseccionar un cuadrado en un número impar de triángulos. Se han estudiado las cotas inferiores para las diferencias de área que deben darse para diseccionar un cuadrado en un número impar de triángulos y las disecciones óptimas.

## Generalizaciones
Dado que las homologías afines conservan las equidisecciones, se deduce de forma más general que los paralelogramos (las imágenes afines de los cuadrados) tampoco tienen equidisecciones impares. Los polígonos con simetría central, de forma más general, no tienen equidisecciones impares, ni tampoco las tienen los poliominós.
El teorema se puede generalizar a dimensiones superiores: un hipercubo de dimensión n solo se puede dividir en símplices de igual volumen si el número de símplices es un múltiplo de n.